# Virtus Pallacanestro Bologna 1957-1958

## Roster
Minganti Bologna 1957-58
- Carlo Negroni (capitano)
- Mario Alesini
- Mario Andreo
- Umberto Borghi
- Nino Calebotta
- Achille Canna
- Germano Gambini
- Fiero Gandolfi
- Fletcher Johnson
- Carlo Lovari
- Silvio Lucev
- Corrado Pellanera

## Staff tecnico
- Allenatore:  Vittorio Tracuzzi

## Risultati
- Serie A: 2ª classificata su 12 squadre (19-3)